# KeyHoleTV
KeyHoleTV (яп. キーホールTV Ки:хо:руТВ, рус. Замочная скважина ТВ) — бесплатная программа-портал, позволяющая бесплатно получить доступ к японским радио и телевидению. Помимо ведущих японских каналов вроде NHK, TV Asahi, Fuji TV, TBS и TV Tokyo программа может поддерживать созданные самими пользователями каналы и радиостанции. Также можно просматривать иностранные каналы, вещаемые в Японии, например CNN. В июле 2011 тестирование программы закончится и её работа будет временно приостановлена из-за денежных и правовых проблем. При этом дальнейшие работы в этом направлении будут продолжаться.

## История создания и описание программы
В 2002 году в целях изучения и тестирования системы P2P был создан проект программы. Прежде всего, целью тестирования было изучение вопросов соблюдения авторских прав в пиринговых сетях и возможности легального развития технологии P2P в стране. Разработка была завершена в 2006 году программистом Такаси Косака (англ. Takashi Kosaka) под руководством Cognitive Research Laboratories, Inc и, по словам авторов, одобрена Министерством информации и связи. С 28 июля до 24 мая в Токио была успешно продемонстрирована работа программы.
Благодаря KeyHoleTV можно просматривать некоторые спортивные, развлекательные и новостные каналы Японии. Также в список включены специализированные каналы, вещающие о событиях, связанных с землетрясением и цунами в регионе Хонсю и аварией на АЭС Фукусима. Программа распространяется на условиях Freeware, поэтому она не поддерживает большинство платных японских каналов вроде WOWOW.

## Поддерживаемые платформы
- Windows 2000 Service Pack 4
- Windows XP
- Windows Vista
- Windows 7 (тестируется, официальные даты не объявлены)
- Windows Mobile 5.0／6.0 (Только просмотр)
- Mac OS X 10.4, 10.5, 10.6 (Только просмотр)
- Linux (Только просмотр)
- iPhone (только просмотр, бета-версия)[4]